# جامعة لانغستون
جامعة لانغستون (بالإنجليزية: Langston University)‏ وتُختصر إلى LU هو جامعة عامة وتاريخية للسود في لانغستون، أوكلاهوما، وهي الكلية السوداء الوحيدة تاريخيًا في الولاية. على الرغم من أنها تقع في منطقة ريفية على بعد 10 ميل (16 كـم) شرق غوثري، يخدم الجامعة أيضًا مهمة حضرية، مع وجود مراكز جامعية في كل من تولسا (في نفس الحرم الجامعي مثل جامعة ولاية أوكلاهوما-تلسا وأوكلاهوما سيتي)، وبرنامج تمريض من المقرر افتتاحه في أردمور. الجامعة عضو في مدرسة ثورغود مارشال.

## تاريخ
تأسست الجامعة في عام 1897 وكانت تُعرف باسم جامعة أوكلاهوما الزراعية الملونة والعادية. من 1898 إلى 1916 كان رئيسها إنمان إي بيج. تم إنشاء جامعة لانغستون كنتيجة لقانون موريل الثاني في عام 1890. يتطلب القانون من الولايات التي لديها كليات منح الأراضي (مثل جامعة ولاية أوكلاهوما، التي كانت تُعرف آنذاك باسم أوكلاهوما إيه آند إم) إما قبول الأمريكيين الأفارقة، أو توفير مدرسة بديلة لهم لدخولها كشرط لتلقي الأموال الفيدرالية. تم تغيير اسم الجامعة إلى جامعة لانغستون في عام 1941 تكريما لجون ميرسر لانغستون (1829-1897)، رائد الحقوق المدنية، وأول عضو أمريكي من أصل أفريقي في الكونجرس من ولاية فرجينيا، ومؤسس كلية الحقوق بجامعة هوارد، والقنصل العام الأمريكي في هايتي.
على مر السنين تطورت جامعة لانغستون ببطء ولكن بثبات. بعض أخطر المشاكل كانت التأثيرات السياسية، والضغوط المالية، ونقص المساحة والمعدات الكافية. خلال ستينات القرن العشرين خضع الحرم الجامعي لعملية تجديد كاملة. ظهرت مبانٍ جديدة وأدخلت إضافات إلى المكتبة والقاعة.
قام الشاعر ملفين ب.تولسون بالتدريس في الجامعة من عام 1947 حتى عام 1964. قام دينزل واشنطن بدور تولسون في فيلم المناظرون العظماء.
في أغسطس 2021، أعلن رئيس الجامعة، كينت ج.سميث جونيور، أن الجامعة ستستخدم أموال الإغاثة المخصصة لمرض فيروس كورونا للتنازل عن ديون الطلاب المسجلين بين ربيع 2020 وصيف 2021، مع إعفاء 4.65 مليون دولار من ديون الطلاب.

## أكاديميون
تضم ست مدارس برامج الدرجات العلمية في جامعة لانغستون: الزراعة والعلوم التطبيقية؛ الآداب والعلوم؛ العمل؛ التربية والعلوم السلوكية؛ التمريض والمهن الصحية؛ والعلاج الطبيعي. يتم تقديم ما مجموعه 29 برامج للحصول على درجة البكالوريوس وستة برامج للدراسات العليا في الجامعة.
تم اعتماد الجامعة بدرجة دكتوراه في العلاج الطبيعي في عام 2005 وهو برنامج الدكتوراه الوحيد بالجامعة وواحد من برنامجين في الولاية.
تم اعتماد جامعة لانغستون من قبل سبع وكالات اعتماد جامعية مختلفة.

## ألعاب القوى
فرق جامعة لانغستون، التي تحمل الاسم الرياضي للأسود، هي جزء من مؤتمر سونر لألعاب القوى (بالإنجليزية: Sooner Athletic)‏. تشمل الرياضات الرجالية كرة السلة وكرة القدم والساحة والميدان. بينما تشمل الرياضات النسائية كرة السلة والتشجيع والكرة اللينة وألعاب المضمار والميدان والكرة الطائرة. يوجد أيضًا برنامج نادي مختلط لكرة القدم. المدير الرياضي الحالي هو دونيتا روجرز. فاز منتخب الأسود ببطولة وطنية لعامي 1939 و1941 في كرة القدم. فاز لانغستون ببطولتين وطنيتين في كرة السلة في عامي 1944 و1946.

## خريجون متميزون
- مو باسيت.
- بيسي كوليمان.
- براندان كروفورد.
- روبرت دوكوي.
- توماس هندرسون.
- جنيفر هدسون.

## روابط خارجية
- الموقع الرسمي
- موقع لانجستون لألعاب القوى